# ネクスト ワークフロー
ネクスト ワークフローは株式会社リンコムが開発販売するワークフローシステムである。同社の開発販売するグループウェア製品であるリンコム ネクスト上で動作する。申請承認プロセスを電子化することができる。

## 機能
WEB型ワークフローシステムの一つ。リンコム ネクストと連動して動作し以下のような機能がある。
- 申請フォームの作成ウィザード
- 申請ルートの登録
- 申請フォームと申請ルートの連携
- 申請承認プロセス
- 申請後の検索とCSV出力

## 動作環境
- OS：Windows
- データベース：Microsoft SQLサーバー、Oracle
- WEBブラウザ：IE、FireFox、FlashPlayer
- プラットフォーム：リンコム ネクスト

## 特徴
リンコム ネクスト同様アプリケーション基盤のACM（アプリケーションコントロールモジュール）上で動作する設計となっている。したがって個別のカスタマイズ性や、ユーザー固有アプリケーションの開発に適した構造となっている。リンコム ネクストのユーザー/グループ情報を共有し、またスケジューラ機能やライブラリ機能と連動させることが可能となっている。